# دون أوين
دون أوين (بالإنجليزية: Don Owen)‏ (16 مارس 1912 بيوجين في الولايات المتحدة - 1 أغسطس 2002) هو مروج ومصارع محترف وملاكم أمريكي.

## روابط خارجية
- دون أوين على موقع CageMatch worker (الإنجليزية)